# Jimmy Somerville
James William Somerville (1961. június 22. –) skót popénekes és dalszerző. Az 1980-as években a Bronski Beat és a The Communards együttesekben énekelt, majd szólókarrierbe kezdett. Különösen falsetto énekhangjáról ismert.

## Karrierje
1983-ban két társával együtt megalapított a Bronski Beat szintipop együttest, amely számos slágert készített. Legnagyobb sikert elért daluk a Smalltown Boy volt, amely harmadik helyet ért el a brit slágerlistán. A videóklipben Somerville a címadó szereplőt játssza, aki elhagyja homofób szülővárosát, és egy elfogadóbb nagyvárosba költözik. Ez Somerville saját tapasztalatát tükrözi: ő maga is előbújt az 1980-as években Londonban, és a London Gay Teenage Group segítő csoporthoz csatlakozott.
Somerville 1985-ben kilépett a Bronski Beat zenekarból, és létrehozta a The Communards együttest a klasszikus zenei képzettségű zongoristával, Richard Colesszal (aki ma anglikán lelkész és rádiós műsorvezető). Számos slágert készítettek, többek között Harold Melvin & the Blue Notes Don't Leave Me This Way c. számának feldolgozását, amely hetekig vezette a brit slágerlistákat, és 1986 legtöbbet eladott kislemeze lett. Vokálozott a Fine Young Cannibals "Suspicious Minds" feldolgozásában is, amely bekerült az első 10-be a brit slágerlistán.
A The Communards 1988-ban feloszlott és a következő évben Somerville szólókarrierbe kezdett. 1989 novemberében megjelent Read My Lips c. első szólóalbuma, amely három dalt is tartalmazott, amely bekerült az első 30-ba a brit slágerlistán, így pl. Sylvester's hi-NRG klasszikusának, a You Make Me Feelnek a feldolgozása, valamint a Comment te dire adieu? feldolgozása, amelyet duettként énekelt June Miles-Kingstonnal, és amely egész a 14. helyig jutott. 1989-ben énekelt a második Band Aid projektben is.
1990 novemberében megjelent Somerville legnagyobb slágereiből álló válogatás The Singles Collection 1984–1990 címmel, amely saját számai mellett a Bronski Beat és a The Communards legjobb dalait is tartalmazta. Az album 4. helyet ért el az albumok listáján. Szerepelt rajta a Bee Gees To Love Somebody című dalának feldolgozása is, amely bekerült az első 10-be a brit slágerlistán. 1990-ben Somerville dolgozott a From This Moment On című dalon, amely Red Hot Organization  által kiadott Red Hot + Blue c. Cole Porter emlékalbumon jelent meg, a bevételeiből AIDS-kutatásokat támogattak.
1991-ben Somerville vokálozott a The Communardsból alakult Banderas nevű együttes "Ripe" c. albumán szereplő "Why Aren't You in Love With Me?" c. számban. A Banderas duó tagjai, Caroline Buckley és Sally Herbert korábban Somerville háttéregyüttesének tagjai voltak. Ezt követően néhány évre visszavonult. 1995-ben tért vissza Dare to Love, c. albumával, amelyen szerepelt a Heartbeat c. dal, amely bekerült az első 30-ba a brit slágerlistán, és első helyet ért el az amerikai Hot Dance Club Play tánczenei listán; valamint a Hurts So Good és a "By Your Side" c. dalok is, de az album pénzügyi sikert nem hozott, ezért a London Records, amely több mint egy évtizede volt kiadója, szerződést bontott vele.
Dark Sky c. kislemezét 1997-ben adta ki, amely 66. helyet érte el a brit slágerlistán. Manage The Damage címet viselő harmadik albumát 1999-ben adta ki a Gut Records, de nem került fel a slágerlistákra. Az ehhez kapcsolódó Root Beer c. remixalbuma 2000-ben jelent meg. Tánczenei irányultságú negyedik szólóalbuma 2004-ben jelent meg Home Again címmel, de ez sem került fel a slágerlistákra.
2009 májusában megjelent Suddenly Last Summer című albuma, amely más előadók slágereinek akusztikus feldolgozását tartalmazta. Az album eredetileg csak letölthető változatban volt elérhető, de végül 3.000 példányban megjelent CD-n és DVD-n. 2010 végén megjelent Bright Thing c. tánczenei irányultságú középlemeze. Az albumot John Winfielddel közösen készítette, és ezt további két közös album követte Momentum (2011) és Solent (2012) címmel.
2014-ben Back to Me és Travesty címmel adott ki kislemezeket, amelyek a diszkózenei ihletettségű Homage c. albumon is megjelentek. Az album célja a zenei eredetiség elérése volt a diszkózene keretei között, amelyet Somerville fiatalkorában hallgatott. Az albumról így nyilatkozott: „Végre sikerült elkészítenem azt a diszkóalbumot, amelyet mindig is szerettem volna, de amelyről azt hittem sosem készülhet el.”
Filmes karrierje is volt, játszott a Virginia Woolf regényén alapuló 1992-es Orlando c. filmben, melyet Sally Potter rendezett. Játszott emellett Isaac Julien 1989-es életrajzi drámájában, a Looking for Langstonben, és a kultstátuszt elért sci-fi tévésorozatban a Lexx-ben.

## Diszkográfia
Studióalbumok
| Szólóalbumok - 1989: Read My Lips - 1995: Dare to Love - 1999: Manage the Damage - 2004: Home Again - 2009: Suddenly Last Summer - 2015: Homage | Egyéb albumok - 1984: The Age of Consent a Bronski Beat zenekarral - 1986: Communards a The Communards zenekarral - 1987: Red a The Communards zenekarral |

## Díjak
| Év   | Jelölt alkotás                                    | Díj                    | Kategória                 | Eredmény |
| ---- | ------------------------------------------------- | ---------------------- | ------------------------- | -------- |
| 1984 | Framed Youth: The Revenge of the Teenage Perverts | British Film Institute | Grierson Award            | Elnyerte |
| 1991 | Saját maga                                        | BRIT Awards            | Legjobb brit férfi előadó | Jelölve  |

## Külső hivatkozások
- Jimmy Somerville's hivatalos weboldala
- Jimmy Somerville interjú Archiválva 2008. október 1-i dátummal a Wayback Machine-ben
- Jimmy Somerville az Internet Movie Database oldalon (angolul)